# Rhodophthitus arichannaria
Rhodophthitus arichannaria is een vlinder uit de familie van de spanners (Geometridae). De wetenschappelijke naam van de soort werd in 1978 gepubliceerd door David Stephen Fletcher.
De soort is vastgesteld in Tanzania.